# کارینا گوریچوا
کارینا گوریچوا (انگلیسی: Karina Goricheva؛ زادهٔ ۸ آوریل ۱۹۹۳) وزنه‌بردار اهل قزاقستان است.
وی در مسابقات کشوری و بین‌المللی در مجموع برندهٔ ۱ مدال برنز شده‌است.